# Animalari urbà
Animalari urbà és un àlbum de diversos autors considerat el primer de música urbana per a infants en català. Consisteix en el poemari Animalari d'Enric Larreula musicat. Hi van participar nou artistes dels Països Catalans, a més del cor de La Bressola. Va ser publicat el 4 de juny del 2021.
El disc va ser un encàrrec al Grup Enderrock dels Amics de la Bressola, una línia d'escoles en català a la Catalunya del Nord. Pretén donar ressò al model d'escola catalana i d'immersió lingüística que fa La Bressola de fa més de 45 anys. La producció va anar a càrrec de Luup Records, concretament van treballar-hi The Tyets, i van rebre el suport de la Direcció General de Política Lingüística i el finançament de La Bressola. Les il·lustracions van ser fetes per Duna Llobet i les fotografies, per Jaume Quilez. El tema de cada cançó és, com indica el títol, un animal diferent.
El 6 de febrer del 2022, el grup The Tyets va presentar per primera vegada el disc en directe a l'Auditori de Girona acompanyats de vint estudiants de La Bressola i alguns dels convidats del disc. També van dur l'espectacle a Perpinyà, capital de la Catalunya del Nord, i a Palma, fora de Catalunya.
Va ser designat el millor disc de música familiar del 2021 en els premis de la crítica de la revista Enderrock. A banda, gràcies a la cançó El ratolí, The Tyets van rebre el XIV Premi Miquel Martí i Pol a la millor poesia musicada.

## Llista de cançons
| Núm.          | Títol                                       | Durada |
| ------------- | ------------------------------------------- | ------ |
| 1.            | «El Ratolí» (The Tyets i Cor Bressola)      | 1:47   |
| 2.            | «El Porc» (Ariox)                           | 2:23   |
| 3.            | «La Cuca» (Baaldo)                          | 2:57   |
| 4.            | «La Girafa» (The Tyets i Cor Bressola)      | 2:05   |
| 5.            | «El Colom» (Yung Rajola)                    | 2:16   |
| 6.            | «La Tortuga» (Andana)                       | 2:16   |
| 7.            | «El Pingüí» (The Tyets i Yung Rovelló)      | 2:19   |
| 8.            | «L'Aranya» (Pol Bordas i Malson Atmosfèric) | 2:19   |
| 9.            | «El Lleó» (Júlia Leone, Juan Galán i Roots) | 2:22   |
| 10.           | «El Poll» (Maluks)                          | 1:53   |
| 11.           | «El Grill» (Pepet i Marieta)                | 2:16   |
| 12.           | «El Gripau» (The Tyets)                     | 1:42   |
| Durada total: | Durada total:                               | 26:40  |